# TWT
Pour les articles homonymes, voir TWT (homonymie).
TWT (arabe : العالمية التونسية) pour Tunisia World Television est une chaîne de télévision généraliste arabophone et privée tunisienne.
Son lancement officiel est annoncé le 20 mars 2012. Issam Kheriji, président de la chaîne, et son équipe présentent début 2012 la grille des programmes.
Sa transmission est suspendue le 3 février 2013 pour des raisons financières; elle annonce son retour pour le 1er juin de la même année. Cependant, la chaîne disparaît définitivement et sa fréquence est reprise le 28 juin 2014 par une nouvelle chaîne, First TV.

## Émissions
- Journal TWT
- تحقيقات الأحد
- يوميات  سياسي
- بإسم القانون
- خبزولوجيا
- هدرة موش كي أختها
- خدمة نهار
- TWT Motors
- Fast Sport